# Ozimek volans
Ozimek es un género extinto de reptil protorosaurio sharovipterígido protorosaur, un tipo de arcosauromorfo planeador del Triásico de Polonia, cercanamente relacionado con el taxón ruso Sharovipteryx. Solo contiene a una especie, O. volans, nombrado en 2016 por Dzik y Sulej.

## Descripción

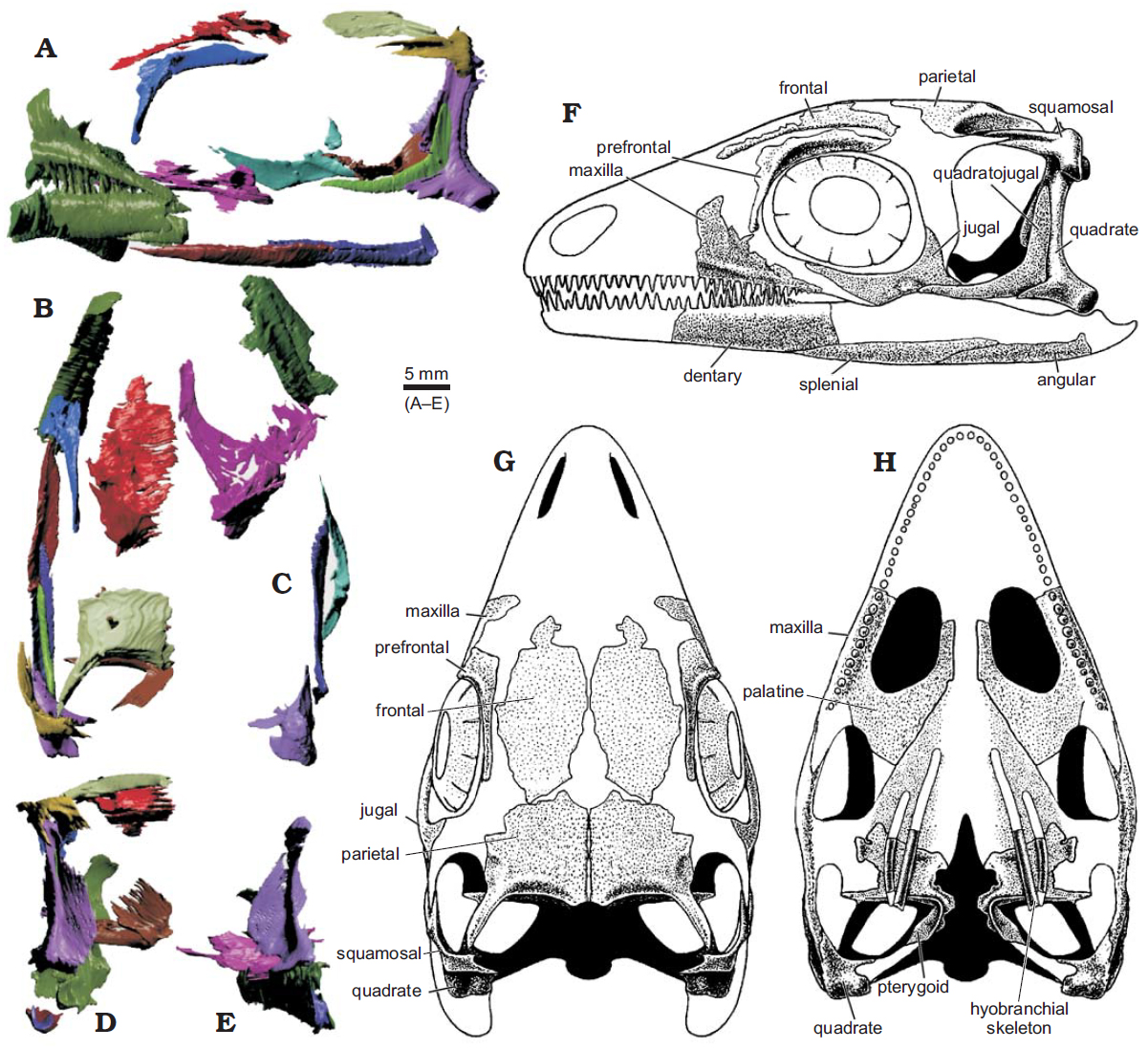
Imágenes de tomografía y dibujos del cráneo.

Ozimek era un animal pequeño, con una longitud de cerca de 90 cm. Sus extremidades eran largas, siendo las posteriores generalmente más largas que las delanteras, y sus pies eran muy grandes. Estas extremidades probablemente soportaba una membrana de piel que era usada para planear entre los árboles, de manera similar a Sharovipteryx que tenía proporciones parecidas. Aunque las extremidades delanteras de este último son desconocidas, probablemente eran similares a las de Ozimek.
El cráneo de Ozimek es relativamente fragmentario; con base en los fragmentos identificables, el cráneo parece haber sido diápsido, ancho y compacto, con el hueso yugal formando un arco completo. Las partes preservadas de la mandíbula muestran numerosos dientes pequeños y afilados. Parece haber 9 vértebras cervicales, 16 vértebras dorsales, 3 vértebras del sacro, y al menos 7 vértebras caudales (la cola está preservada de forma incompleta). Las vértebras cervicales son muy alargadas y de paredes delgadas, siendo la cuarta, quinta y sexta las más largas. También se preservaron varias gastralias; estas sugieren que el vientre del animal era levemente convexo.
El aspecto más singular de la anatomía de Ozimek es quizás sus coracoides, los cuales probablemente se fusionaron con su esternón. Estos eran grandes y en forma de placa, y cada coracoides posee dos agujeros (o fenestras); el agujero anterior puede ser homólogos con los forámenes del coracoides observados en otros animales, pero no es claro el origen del agujero posterior. Adicionalmente, la escápula es baja y en forma de creciente, y el quinto metatarso en el pie es curvado e inusualmente robusto, una característica que es asociada con una postura eficientemente erguida y la locomoción acelerada entre los diápsidos (análogos al tobillo de los mamíferos).

## Descubrimiento y denominación

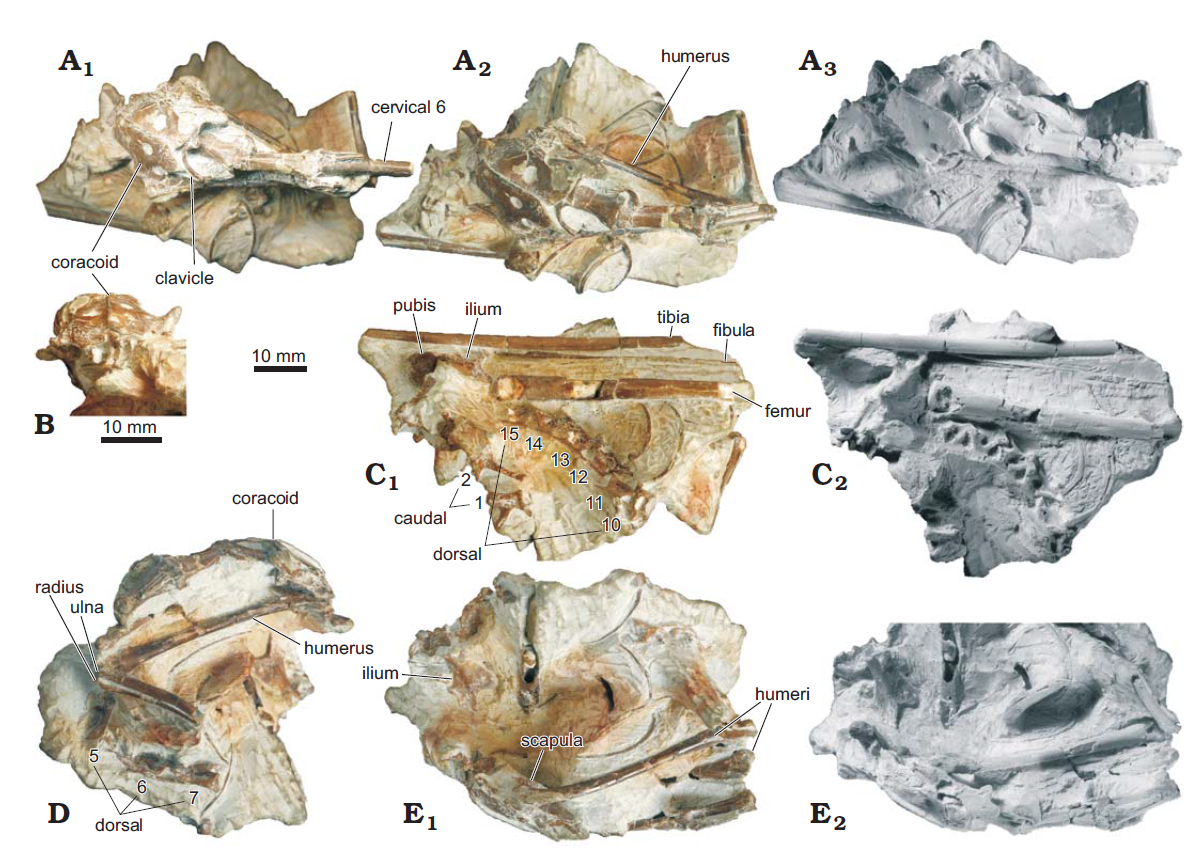
Elementos del espécimen holotipo.

Ozimek ha aparecido en los lechos de lutita y arcillolita de la cantera Krasiejów en Polonia. Las capas de roca expuestas en esta cantera datan de finales del Carniense, hace aproximadamente 230 millones de años, basándose en comparaciones con sitios similares. Es conocido a parir del espécimen holotipo, un esqueleto parcial y articulado catalogado como ZPAL AbIII/2512, junto con otros cuatro esqueletos articulados y otros 30 especímenes fragmentarios.
El nombre del género, Ozimek, se deriva de Ozimek, el pueblo del mismo nombre cerca del cual fue descubierto. El nombre de la especie, volans (en latín, "volador") se refiere a su posible estilo de vida planeador.

## Clasificación
El cuello largo de Ozimek se parece al de otros miembros derivados de Protorosauria; en particular, comparte muchas características con Sharovipteryx, lo cual fue la base para ser asignado a la familia Sharovipterygidae en 2016. Por otro parte, su robusto quinto metatarso en el pie se asemeja al de los arcosauromorfos más derivados como Azendohsaurus y Prolacerta.
Un análisis filogenético publicado en 2019 que incluyó a Ozimek determinó que este es un miembro de la familia Tanystropheidae, siendo un pariente cercano de Langobardisaurus y Tanytrachelos. Esto podría sugerir que tanto Ozimek como Sharovipteryx son miembros de dicho clado.

## Paleoecología
La cantera de Krasiejów representa un antiguo ambiente lacustre; el cuello largo y la membrana planeadora de Ozimek fue presumiblemente una adaptación para cazar insectos en el bosque circundante. Otros vertebrados grandes de Krasiejów incluyen a los temnospóndilos acuáticos Metoposaurus y Parasuchus, así como a los arcosaurios terrestres Stagonolepis, Silesaurus, Cyclotosaurus y Polonosuchus.